# Hashemite
La hashemite è un minerale appartenente al gruppo della barite.